# Mineshaft
 O Mineshaft era um bar e clube de sexo BDSM gay exclusivo para membros. Estava localizado na esquina da Washington Street com a Little West 12th Street, em Manhattan, Nova York, nos bairros conhecidos como Meatpacking District, West Village e Greenwich Village.

## Descrição
Entre os que frequentaram o Mineshaft estiveram Jack Fritscher (que esteve presente na noite de abertura e passou por lá centenas de vezes), Robert Mapplethorpe (que tirou muitas fotos no Mineshaft e foi, durante um certo período, o seu fotógrafo oficial... "Depois do jantar, vou ao Mineshaft."), o artista erótico gay Rex, e Annie Sprinkle, que disse que era uma das únicas três mulheres que podiam lá entrar. Uma das outras duas era Camille O'Grady. O gerente do clube, Wally Wallace (de seu nome, James Wallace) afirmou que tinha recusado a entra a Mick Jagger e que um dos seguranças fizera o mesmo a Rudolf Nureyev. Entre outros, Vincente Minnelli, Rainer Werner Fassbinder, Rock Hudson e Michel Foucault estiveram no local.
O clube não tinha nenhum letreiro nem anúncio à entrada; o exterior era "sujo e sombrio". No local já estivera antes um bar gay, o Zodiac. Para entrar no clube subia-se um lance de escadas, até ao segundo andar. À porta, os seguranças negavam a entrada a todos os que vestissem roupas à moda ou perfumes, e estes eram apenas uma parte dos requisitos que deram fama ao bar. Inicialmente, o Mineshaft ocupava o segundo andar (e uma sala dedicada à coprofilia, que foi fechada por ser excessivamente radical). O clube expandiu-se para o primeiro andar, onde, com acesso pelas escadas das traseiras, se podia frequentar uma recriação de uma cela de prisão, da parte de trás de um camião e de masmorras, bem como uma sala dedicada à chuva dourada, onde deitados em banheiras, alguns homens deixavam que outros lhes urinassem em cima.
O piso superior, onde funcionava o bar (que não vendia álcool, por estar legalmente autorizado a fazê-lo), tinha um terraço na cobertura. Havia também calabouços com correntes, tiras de couro para amarrar e latas de Crisco, então muito popular entre os gays como lubrificante sexual. Encorajava-se a nudez ou um mínimo de vestuário e havia um bengaleiro onde se podiam deixar as roupas. O uso de drogas recreativas era comum no clube. De acordo com a Mineshaft Newsletter, a organização Fist Fuckers of America realizou reuniões nas salas do clube. Havia uma parede com "glory holes". A promiscuidade era celebrada. 
As imagens e cartazes do clube foram criados pelo artista erótico gay Rex . 
Mesmo entre os gays que nunca o frequentavam, a existência do Mineshaft era amplamente conhecida; era um "espaço mítico..."
O Mineshaft funcionou desde 8 de outubro de 1976 até ser fechado pelo Departamento de Saúde de Nova Iorque, no dia 7 de novembro de 1985, embora já nessa altura estivesse a braços com fortes problemas fiscais, que desempenharam um papel significativo no seu encerramento. Seis homens, associados tanto ao Mineshaft como a um clube heterossexual afiliado, o Hellfire, foram acusados de vários crimes. Quatro declararam-se culpados, o ex-polícia novaiorquino Richard Bell foi condenado e o sexto fugiu do país para escapar à acusação.

## Código de vestuário

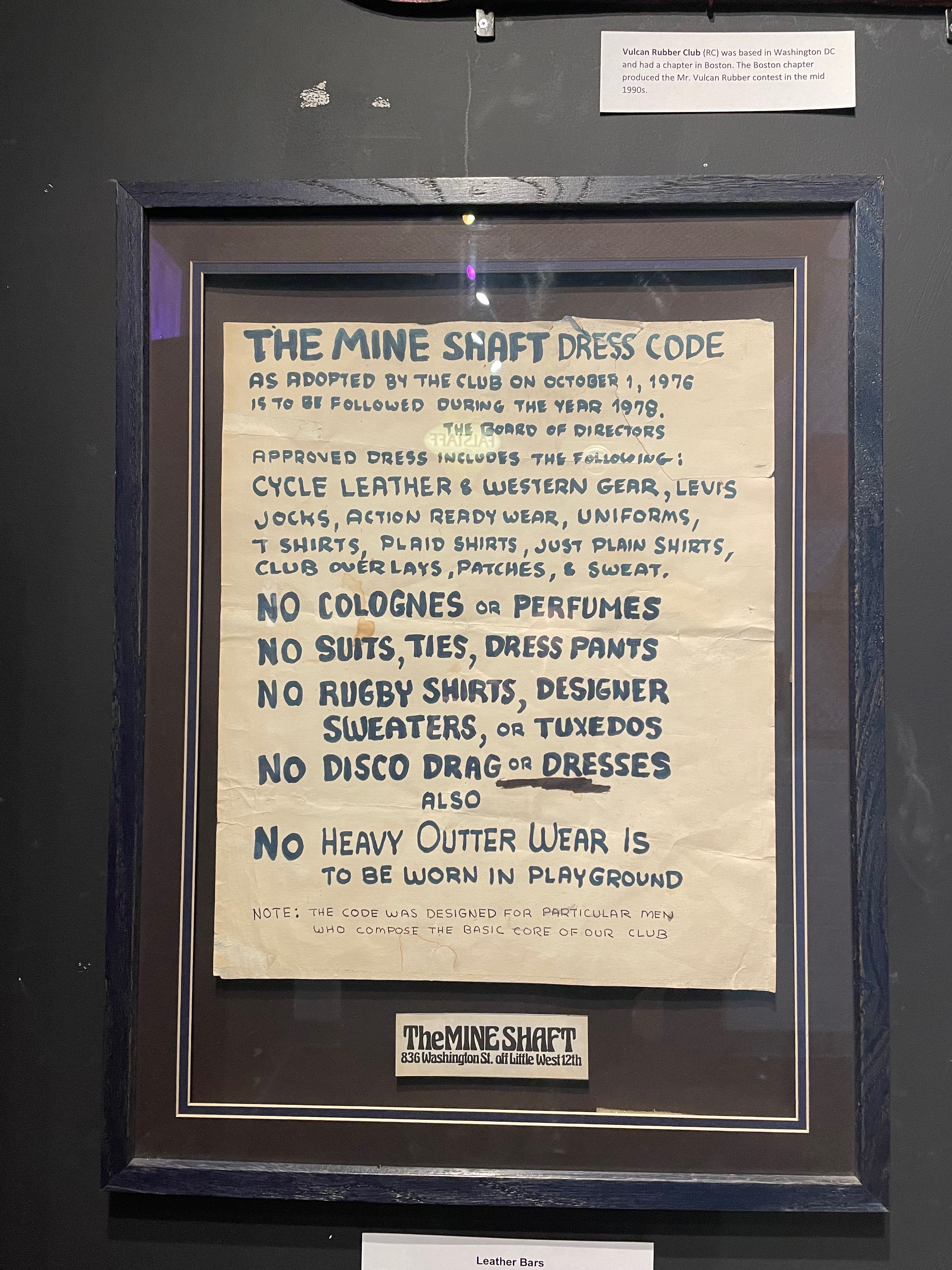

Uma placa à porta dizia o seguinte:

O código de vestuário do Mine Shaft

adotado pelo clube a 1 de outubro de 1976

é obrigatório durante o ano de 1978. 

     --- O Conselho de Administração
Vestuário aprovado para uso:

Roupa de motoqueiro em cabedal e roupa de cowboy, calças Levis

Coquilhas (jockstraps), roupa pronta para ação, uniformes,

T-shirts, camisas xadrez, camisas simples,

Capas do clube, remendos e suor. ÁGUA DE COLÓNIA e PERFUME: NÃO
FATOS, GRAVATAS, CALÇAS ENGOMADAS: NÃO

SWEATERS de RUGBY e de DESIGNER, ou SMOKINGS: NÃO

ROUPA DISCO ou DRAG: NÃO
e ainda:

CASACÕES GROSSOS NÃO PODEM SER UTILIZADOS NAS SALAS DE DIVERSÃO
NOTA: este código foi pensado para os homens que compõem o núcleo básico do nosso clube  

## Cultura popular
O filme Cruising, de Al Pacino, pretende apresentar o engate gay tal como existia no Mineshaft, embora o bar não seja mencionado no filme. Como o Mineshaft não permitia filmagens, as cenas do filme foram filmadas no Hellfire Club, que foi decorado para se parecer com o Mineshaft. Os frequentadores regulares do Mineshaft foram utilizados como extras. As cenas do filme foram filmadas em ruas e outros locais perto do Mineshaft. Al Pacino visitou o clube, para preparar o seu papel. (No romance de 1970 Cruising, de Gerald Walker, que, com mudanças substanciais, serviu de inspiração para o filme de 1980 com mesmo nome, não existe nenhum bar chamado Mineshaft.) 
De acordo com Jack Fritscher, Jacques Morali inspirou-se no código de vestuário do Mineshaft para desenhar os quatro arquétipos de roupa dos Village People. Glenn Hughes, dos Village People, que se vestia de couro, como um motoqueiro, visitava o cluble com frequência. 
Freddie Mercury utilizou uma T-shirt do Mineshaft no vídeo oficial de Don't Stop Me Now, dos  Queen,. 

## 30em
1. ↑  Patrick Moore, Beyond Shame: Reclaiming the Abandoned History of Radical Gay Sexuality, Beacon Press, 2004,
2. ↑  Jack Fritscher, "The Mineshaft", introduction, written 2002, to reprint of article first published in Drummer, 19, December 1977, http://www.jackfritscher.com/PDF/Drummer/Vol%201/33_Mineshaft_Mar2008_PWeb.pdf, retrieved September 29, 2014.
3. ↑  William E. Jones, "True Homosexual Experiences" Boyd McDonald and "Straight to Hell", Los Angeles, We Heard You Like Books, 2016, ISBN 9780996421812, p. 75.
4. ↑  Jack Fritscher, Robert Mapplethorpe: Assault with a Deadly Camera, pp. 189-190.
5. ↑  Mapplethorpe's membership card for the Mineshaft can be seen in the 2016 documentary Mapplethorpe: Look at the Pictures (http://www.mapplethorpefilm.com, retrieved April 22, 2016).
6. ↑  Fritscher pp. 502-505 and 509.
7. ↑  "Keith Hennessy asks Annie Sprinkle Ten Questions about the Old Days", Dance Theatre Journal, 2013, reprinted at http://tessawills.com/when-sex-performance-came-together/, retrieved September 29, 2014.
8. ↑  "Annie Sprinkle's Kinky NYC 1975-1995", http://anniesprinkle.org/2008-events, retrieved September 29, 2014.
9. ↑  Jack Fritscher, introduction to reprint of "The Mineshaft" from Drummer 19, December, 1977, Gay San Francisco: Eyewitness Drummer, San Francisco, Palm Drive Publishing, 2008, ISBN 1890834386, pp. 471, 474, and 510, http://www.jackfritscher.com/PDF/Drummer/Vol%201/33_Mineshaft_Mar2008_PWeb.pdf, retrieved September 29, 2014.
10. ↑  Fritscher, p. 479.
11. ↑  Fritscher, pp. 479 and 510.
12. ↑  Patrick Moore, Beyond Shame. Reclaiming the Abandoned History of Radical Gay Sexuality, Boston, Beacon Press, 2004, ISBN 0807079561, p. 178.
13. ↑  Paul L. Montgomery, "Raids Close 9 After-Hours Bars Linked to Mafia", New York Times, July 19, 1971, p. 1.
14. ↑  Moore, p. 23.
15. 1 2  Will Kohler, "LGBT History Month: Remembering the Mineshaft - 835 Washington St. NYC, NY (1976-1985)", http://www.back2stonewall.com/2012/10/disappearing-gay-history-mineshaft-835.html, October 4, 2012, retrieved September 29, 2014.
16. ↑  Jack Fritscher, "Pissing in the Wind", Drummer, 19, December 1977, reprinted with introduction by Jack Fritscher, http://www.jackfritscher.com/PDF/Drummer/Vol%201/33_Mineshaft_Mar2008_PWeb.pdf, retrieved September 29, 2014, also reprinted as "Wet Dreams, Golden Showers" in Corporal in Charge of Taking care of Captain O'Malley And Other Canonical Stories, San Francisco, Gay Sunshine Press, 1984, ISBN 0917342453, pp. 193-202, reprinted at http://www.jackfritscher.com/PDF/Corporal/Wet%20Dreams.pdf, retrieved September 29, 2014.
17. ↑  Mineshaft Newsletter, February 1978, quoted by Jack Fritscher, http://www.jackfritscher.com/PDF/Drummer/Vol%201/33_Mineshaft_Mar2008_PWeb.pdf, Also p. 508, retrieved September 29, 2014.
18. ↑  Moore, p. 20.
19. ↑  Jay Bletcher, "Sex Club Owners: The Fuck Suck Buck Stops Here", in Policing Public Sex. Queer Politics and the Future of AIDS Activism, Boston, South End Press, 1996, ISBN 0896085503, pp. 25-44, at p. 33.
20. ↑  Kirk Johnson, "6 Tied to Late-Night Clubs Indicted in Conspiracy Case", New York Times, March 1, 1986.
21. ↑  Associated Press, "Ex-Officer Is Convicted In Sex-Club Operation", New York Times, November 18, 1986.
22. ↑  Posted on maleholeformale9.tumblr.com, https://36.media.tumblr.com/86db660b472aa578684e8abe8ef7c217/tumblr_nrke38O8L51tzk694o4_r1_1280.jpg, retrieved 7/25/2015. Typographically edited
23. ↑  Unsigned, Was The Mineshaft A Mafia Joint?, http://bitterqueen.typepad.com/friends_of_ours/2010/12/was-the-mineshaft-a-mafia-joint.html, December 29, 2010, retrieved September 29, 2014.
24. ↑  Jack Fritscher, p. 509.
25. ↑  Fritscher, p. 506.
26. ↑  Fritscher, p. 509.
27. ↑  Fritscher, p. 466.